# تاتسویا آنزای
تاتسویا آنزای (ژاپنی: 安在 達弥؛ زادهٔ ۹ مهٔ ۱۹۹۶) یک بازیکن فوتبال اهل ژاپن است.
از باشگاه‌هایی که در آن بازی کرده‌است می‌توان به باشگاه فوتبال توکیو وردی و باشگاه فوتبال آزول کلارو نومازو اشاره کرد.